# Konovo, Sliven
Konovo (în bulgară Коньово) este un sat în comuna Nova Zagora, regiunea Sliven,  Bulgaria. 

## Demografie
Componența etnică a satului Konovo
     Romi (21,62%)
     Bulgari (76,21%)
     Nicio identificare (2,16%)
     Altele (0%)
La recensământul din 2011, populația satului Konovo era de 925 locuitori. Din punct de vedere etnic, majoritatea locuitorilor (76,21%) erau bulgari, cu o minoritate de romi (21,62%). Pentru 2,16% din locuitori nu este cunoscută apartenența etnică.